# Mistrzostwa Ameryki Północnej, Środkowej i Karaibów w Piłce Siatkowej Kobiet 1979
VI Mistrzostwa Ameryki Północnej, Środkowej i Karaibów w piłce siatkowej kobiet odbyły się w 1979 roku w Hawanie na Kubie. W mistrzostwach wystartowało 7 reprezentacji. Mistrzem została po raz czwarty reprezentacja Kuby.

## Klasyfikacja końcowa
| Miejsce | Reprezentacja     |
| ------- | ----------------- |
|         | Kuba              |
|         | Stany Zjednoczone |
|         | Meksyk            |
| 4.      | Kanada            |
| 5.      | Dominikana        |
| 6.      | Bahamy            |
| 7.      | Gwatemala         |